# ناحیه لیز کریک (شهرستان واشینگتن، آرکانزاس)
ناحیه لیز کریک، شهرستان واشینگتن، آرکانزاس (به انگلیسی: Lee's Creek Township) یک منطقهٔ مسکونی در ایالات متحده آمریکا است که در شهرستان واشینگتن، آرکانزاس واقع شده‌است. ناحیه لیز کریک ۶۴۰ نفر جمعیت دارد و ۴۹۴ متر بالاتر از سطح دریا واقع شده‌است.